# Eparchia abakańska i chakaska
Eparchia abakańska i chakaska – jedna z eparchii Rosyjskiego Kościoła Prawosławnego, obejmująca swoim zasięgiem republikę Chakasja. Jej obecnym ordynariuszem jest arcybiskup abakański i chakaski Jonatan (Cwietkow), zaś funkcję katedry pełni sobór Przemienienia Pańskiego w Abakanie.
Eparchia powstała 17 lipca 1995 pod nazwą abakańskiej i kyzyłskiej. Dzieli się administracyjnie na dekanaty centralny, północny i południowy. Łącznie prowadzi 43 placówki duszpasterskie. Większość ich świątyń to budynki wzniesione po upadku Związku Radzieckiego lub też pomieszczenia zaadaptowane w obiektach o pierwotnie świeckim przeznaczeniu. W parafiach pracuje 42 kapłanów. 
Pierwszym biskupem ordynariuszem eparchii abakańskiej i kyzyłskiej był Wincenty (Morar), który pełnił ten urząd do 1999. W wymienionym roku zastąpił go Jonatan (Cwietkow), sprawujący zarząd nad eparchią do dziś.
W 2011, na wniosek arcybiskupa Jonatana, Święty Synod Rosyjskiego Kościoła Prawosławnego podzielił administraturę na dwie: eparchię abakańską i chakaską oraz eparchię kyzylską i tuwińską.